# Procoelambus
Procoelambus is een geslacht van kevers uit de familie  waterroofkevers (Dytiscidae).
Het geslacht is voor het eerst wetenschappelijk beschreven in 1937 door Théobald.

## Soorten
Het geslacht omvat de volgende soort:
- Procoelambus macrocephalus Théobald, 1937